# Cañon City
Cañon City és una població dels Estats Units a l'estat de Colorado. Segons el cens del 2000 tenia 15.431 habitants.

## Demografia
Segons el cens del 2000, Cañon City tenia 15.431 habitants, 6.164 habitatges, i 3.803 famílies. La densitat de població era de 495,7 habitants per km².
Dels 6.164 habitatges en un 28,8% hi vivien nens de menys de 18 anys, en un 48% hi vivien parelles casades, en un 10,5% dones solteres, i en un 38,3% no eren unitats familiars. En el 33,7% dels habitatges hi vivien persones soles el 17,2% de les quals corresponia a persones de 65 anys o més que vivien soles. El nombre mitjà de persones vivint en cada habitatge era de 2,27 i el nombre mitjà de persones que vivien en cada família era de 2,9.
Per edats la població es repartia de la següent manera: un 23,5% tenia menys de 18 anys, un 6,7% entre 18 i 24, un 28,2% entre 25 i 44, un 21,5% de 45 a 60 i un 20,1% 65 anys o més.
L'edat mediana era de 40 anys. Per cada 100 dones de 18 o més anys hi havia 99,3 homes.
La renda mediana per habitatge era de 31.736 $ i la renda mediana per família de 42.917 $. Els homes tenien una renda mediana de 31.258 $ mentre que les dones 21.849 $. La renda per capita de la població era de 16.970 $. Entorn del 7,1% de les famílies i l'11,5% de la població estaven per davall del llindar de pobresa.

## Poblacions més properes
El següent diagrama mostra les poblacions més properes.